# The Prophet's Paradise
The Prophet's Paradise er en amerikansk stumfilm fra 1922 af Alan Crosland.

## Medvirkende
- Eugene O'Brien som Howard Anderson
- Sigrid Holmquist som Mary Talbot
- Bigelow Cooper som Hassard
- Arthur Housman som Kadir
- Nora Booth as Nelda
- Joseph Burke som John Talbot
- Jack Hopkins som Krand